# Northumberland (New Hampshire)
Northumberland in New Hampshire ist eine Town in Neuengland. Das U.S. Census Bureau hat bei der Volkszählung 2020 eine Einwohnerzahl von 2.126 ermittelt. Es liegt im Coös County in den „Great North Woods“ New Hampshires. Der Name bezieht sich auf Hugh Smithson, den 1. Herzog von Northumberland. Dessen Sohn, James Smithson, hinterließ für die Gründung des Smithsonian Institutes ein Erbe von mehr als einer halben Million Dollar.

## Geographie
Northumberland liegt an der Mündung des Upper Ammonoosuc River in den Connecticut River am Nordrand der White Mountains. Angrenzend liegen Stratford im Norden, Stark im Osten sowie Lancaster im Süden. Hauptort und Gemeindesitz von Northumberland ist Groveton nahe der Flussmündung. Im Südwesten oberhalb des Connecticut erhebt sich Cape Horn, ein einzeln stehender Berg.

## Geschichte
Das Territorium wurde 1761 zum ersten Mal unter dem Namen Stonington an Siedler übertragen. Die ersten Siedler kamen 1767, doch nur wenige der Vertragsnehmer siedelten sich an. Eine zweite Landzuweisung unter dem Namen Northumberland erfolgte 1771. Ein Grenzdisput mit Woodbury, dem heutigen Stratford, der aus sich überschneidenden Landrechten entstand, wurde 1783 durch Gouverneur John Wentworth entschieden. Nach erfolgreicher Besiedlung wurde Northumberland am 16. November 1779 mit allen Rechten einer Town eingetragen. 1785 wurde beantragt, eine Fähre über Ammonoosuc und Connecticut einzurichten. Das Fährprivileg wurde im Jahr darauf verliehen. 1789 entstand eine erste Brücke über den Mill Brook, und 1790 bis 1791 die erste Brücke über den Ammonoosuc. 1859 gab es zwei Siedlungen, Northumberland Falls und Grovetown (sic) mit je einem Postamt, fünf Schulbezirke, je zwei Sägemühlen und Schmieden sowie drei Läden. Im 19. Jahrhundert lebte Northumberland von Holzindustrie und Landwirtschaft. Neben den allgegenwärtigen, lebensnotwendigen Säge- und Getreidemühlen gab es in Northumberland Betriebe, die unter anderem Stärke, Schuhleisten, Leder, Fassadenbretter und hölzerne Schindeln produzierten.

### Bevölkerungsentwicklung
| Volkszählungsergebnisse – Northumberland, New Hampshire | Volkszählungsergebnisse – Northumberland, New Hampshire | Volkszählungsergebnisse – Northumberland, New Hampshire | Volkszählungsergebnisse – Northumberland, New Hampshire | Volkszählungsergebnisse – Northumberland, New Hampshire | Volkszählungsergebnisse – Northumberland, New Hampshire | Volkszählungsergebnisse – Northumberland, New Hampshire | Volkszählungsergebnisse – Northumberland, New Hampshire | Volkszählungsergebnisse – Northumberland, New Hampshire | Volkszählungsergebnisse – Northumberland, New Hampshire | Volkszählungsergebnisse – Northumberland, New Hampshire |
| Jahr                                                    | 1773                                                    | 1775                                                    | 1783                                                    | 1790                                                    | 1800                                                    | 1810                                                    | 1820                                                    | 1830                                                    | 1840                                                    | 1850                                                    |
| ------------------------------------------------------- | ------------------------------------------------------- | ------------------------------------------------------- | ------------------------------------------------------- | ------------------------------------------------------- | ------------------------------------------------------- | ------------------------------------------------------- | ------------------------------------------------------- | ------------------------------------------------------- | ------------------------------------------------------- | ------------------------------------------------------- |
| Einwohner                                               | 46                                                      | 57                                                      | 77                                                      | 117                                                     | 205                                                     | 281                                                     | 296                                                     | 342                                                     | 399                                                     | 429                                                     |
| Jahr                                                    | 1860                                                    | 1870                                                    | 1880                                                    | 1890                                                    | 1900                                                    | 1910                                                    | 1920                                                    | 1930                                                    | 1940                                                    | 1950                                                    |
| Einwohner                                               | 736                                                     | 955                                                     | 1062                                                    | 1356                                                    | 1977                                                    | 2184                                                    | 2567                                                    | 2360                                                    | 2740                                                    | 2779                                                    |
| Jahr                                                    | 1960                                                    | 1970                                                    | 1980                                                    | 1990                                                    | 2000                                                    | 2010                                                    | 2020                                                    | 2030                                                    | 2040                                                    | 2050                                                    |
| Einwohner                                               | 2586                                                    | 2496                                                    | 2520                                                    | 2495                                                    | 2440                                                    | 2288                                                    | 2126                                                    |                                                         |                                                         |                                                         |

### Fort Wentworth
1755 wurde unter dem Befehl von Captain Robert Rogers von den Rogers Rangers unterhalb der Ammonoosucmündung ein einfaches Fort aus Baumstämmen errichtet und zu Ehren des Gouverneurs Fort Wentworth benannt. Es diente den Siedlern zum Schutz vor Angriffen der Ureinwohner. Nach dem Angriff von Rogers auf St. Francis diente es als Sammelpunkt für seine Truppen. Zur Zeit der Revolution war es ebenfalls besetzt. Im Frühjahr 1776 wurden Ausbesserungsarbeiten vorgenommen. Danach war das Fort noch bis 1782 in Benutzung. Ein Jahrhundert später waren nur noch Spuren vorhanden.

## Infrastruktur und Gemeindeeinrichtungen
Der Polizeidienst in Northumberland wird von festangestellten Beamten für die Gemeinde versehen, Feuerwehr und medizinische Notfallversorgung geschehen durch Freiwillige. Es gibt die Northumberland Public Library sowie drei Schulen, von der Grund- bis zur Oberschule, die auch von Schülern umliegender Gemeinden besucht werden, sowie zwei Kinderbetreuungseinrichtungen. Durch die Gemeinde erfolgen Abwasserentsorgung und Betrieb einer Kläranlage sowie die Müllabfuhr.

### Verkehr
In Northumberland zweigt die New Hampshire State Route NH-110 nach Osten von der US 3 ab. Die Bahnstrecke der ehemaligen Atlantic and St. Lawrence Railroad, zwischenzeitlich im Besitz der Grand Trunk Railway, wird von der St. Lawrence and Atlantic Railroad im Güterverkehr betrieben. Die Bahnstrecke Woodsville–Groveton ist nur noch abschnittsweise in Betrieb. In Whitefield gibt es einen Flugplatz, der nächstgelegene Flughafen mit Linienverkehr ist der Lebanon Municipal Airport.